# 索尼克大冒险2
《索尼克大冒险2》是2001年由Sonic Team的美国分部Sonic Team USA开发，世嘉发售的一款游戏，是刺猬索尼克系列之一。
本游戏在 Steam 平台上广受好评